# Mao Kobayashi
Mao Kobayashi (21 de juliol de 1982- 22 de juny de 2017) va ser una locutora, presentadora i personalitat televisiva japonesa. El seu nom real era Mao Horikoshi i el seu nom de soltera Kobayashi. Nascuda a Ojiya, Niigata i criada a Tòquio. La seva última afiliació va ser St. Force.
La seva germana major és l'exlocutora independent Maya Kobayashi i el seu marit és l'actor de kabuki Ichikawa Ebizo XI.

## Primers anys de vida
Va néixer a la ciutat d'Ojiya, prefectura de Niigata, i es va traslladar a la ciutat de Saitama, de Saitama a la ciutat de Nishinomiya i finalment al districte d'Arakawa a causa del treball del seu pare. Es va graduar en l'institut Kokugakuin i en el Departament de Psicologia de la Facultat de Lletres de la Universitat Sophia. Sent encara estudiant, va cridar l'atenció quan va aparèixer en el programa d'entrevistes romàntiques Koi no Kara Sawagi de la Nippon TV. Després de graduar-se, es va unir a St. Force i va treballar com a meteoròloga en el programa Mezamashi Saturday de Fuji TV.

## Vida laboral
En 2004, va treballar en "Fantastic Story" per a Junk SPORTS, i va fer la seva primera aparició en un drama en Pink Hip Girl (Fuji TV Kanto local), que es va emetre al juny de 2004. Després va aparèixer en el vídeo de cinema Tòquio Friends en 2005 i en el drama de Fuji TV Slow Dance. Des de la seva aparició en Mezamashi Saturday, ha romàs gairebé exclusivament amb Fuji Television quant a programes de televisió i actuació, fins al 3 de gener de 2006, quan va aparèixer en l'emissió del 3 de gener de 2006 del programa de NTV Hikari Ota "Si em convertís en Primer Ministre... Secretari Tanaka...". El 30 de setembre de 2006 es va graduar com a meteoròloga en Mezamashi Saturday.
El 2 d'octubre de 2006 es va convertir en subpresentadora (de dilluns a dijous) de l'informatiu de la NTV News Zero (fins al 31 de març de 2010) i després des del 12 d'abril de 2007, en subpresentadora del programa de varietats de Fuji TV "Miracle Experience! Ambiribabo".
El 19 de novembre de 2009, va admetre que sortia amb Ichikawa Ebizo XI en la roda de premsa d'un esdeveniment. En el seu blog oficial del mateix dia, va escriure sobre les circumstàncies de la seva relació, afirmant que es van conèixer a través d'una entrevista en ZERO Culture en el programa News ZERO de la NTV, i també va admetre que aviat es comprometrien.
El 29 de gener de 2010, va oferir una roda de premsa per a anunciar el seu compromís amb Ebizo Ichikawa; van registrar el seu matrimoni el 3 de març i van celebrar una cerimònia de noces i recepció en The Prince Park Tower Tòquio el 29 de juliol. Després del matrimoni, Kobayashi es va retirar de la televisió per centrar-se a formar una família. El 25 de juliol de 2011, va donar a llum al seu primer fill, Reika, una nena i dos anys després, el 22 de març de 2013, va donar a llum al seu segon fill, Kangen, un nen.

## Malaltia i mort
Aproximadament un any després del naixement del seu primer fill, es van detectar signes de càncer de mama. No obstant això, la pròpia Mao no va reaccionar a temps, la qual cosa va provocar símptomes greus més endavant: durant una revisió mèdica física el febrer de 2014, se li va descobrir un embalum en el pit. No obstant això, en un primer moment, el metge encarregat de la revisió mèdica va donar un diagnòstic de "50% de probabilitats de càncer", dos coneguts especialistes en el tema van opinar que el metge estava "exagerant", i, a més, el metge encarregat en el moment de la nova revisió mèdica també va donar un diagnòstic de "no càncer". Mao havia estat alletant a la seva primera filla durant més de dos anys des de la revisió mèdica i a més, havia estat cuidant de la seva llet materna durant més de dos anys des de la lactància de la seva primera filla, assistint a massatges de llet materna per a millorar l'estat de les seves glàndules mamàries, per la qual cosa no sentia cap preocupació. No obstant això, a l'octubre del mateix any, es va confirmar la presència d'un embalum en el mateix lloc i també es van descobrir metàstasi en el costat, on es va fer per primera vegada un diagnòstic definitiu de càncer.
Des de llavors, havia estat lluitant contra la malaltia en privat, però el 19 de maig de 2016, la seva germana Maya, que l'estava cuidant, va sofrir un sobtat col·lapse durant una emissió de Viking (Fuji TV), per la qual cosa va entrar en tractament mèdic de llarga durada, i el 9 de juny del mateix any, després d'un article en Sports Hochi en el qual s'informava que Mao estava "hospitalitzada en secret amb un càncer avançat", el seu marit Ebizo va donar una roda de premsa d'emergència aquesta mateixa tarda, en la qual va revelar que la malaltia de Mao estava sent tractada dient "la meva esposa Mao sofreix càncer de mama".
L'1 de setembre de 2016, durant la seva batalla contra la malaltia, va llançar el blog "Kokoro". Es va actualitzar 352 vegades fins al 20 de juny de 2017, tres dies abans de la seva mort, atraient a més de 2,5 milions de lectors. El 21 de novembre de 2016, va ser nomenada una de les "100 dones de l'any" de la British Broadcasting Corporation (BBC) per difondre activament informació sobre el seu estat de salut en el seu blog. Després de la mort de Mao, Ebizo va prendre el relleu i va publicar una traducció a l'anglès del seu últim post el 29 de juny. Va anunciar que continuaria publicant-ho en el futur.